# Плоске (Тернопільський район)
Пло́ске — село в Україні, у Козівській селищній громаді Тернопільського району Тернопільської області. Розташоване в центрі району. До 2020 в адміністративному підпорядкованні Теофіпільській сільраді.

## Історія
Перша писемна згадка — 1559 як Плоскіров.
12 червня 2020 року, відповідно до розпорядження Кабінету Міністрів України № 724-р «Про визначення адміністративних центрів та затвердження територій територіальних громад Тернопільської області» увійшло до складу Козівської селищної громади.
19 липня 2020 року, в результаті адміністративно-територіальної реформи та ліквідації Козівського району, село увійшло до складу Тернопільського району.

## Населення
Населення — 15 осіб (2007). У 2019 в селі проживало 4 особи.

### Мова
Місцева говірка належить до наддністрянського говору південно-західного наріччя української мови.

## Відомі люди

### Народилися
- Василь Бичко  — тракторист-комбайнер радгоспу імені Мічуріна Козівського району Тернопільської області. Депутат Верховної Ради УРСР 11-го скликання.

## Галерея

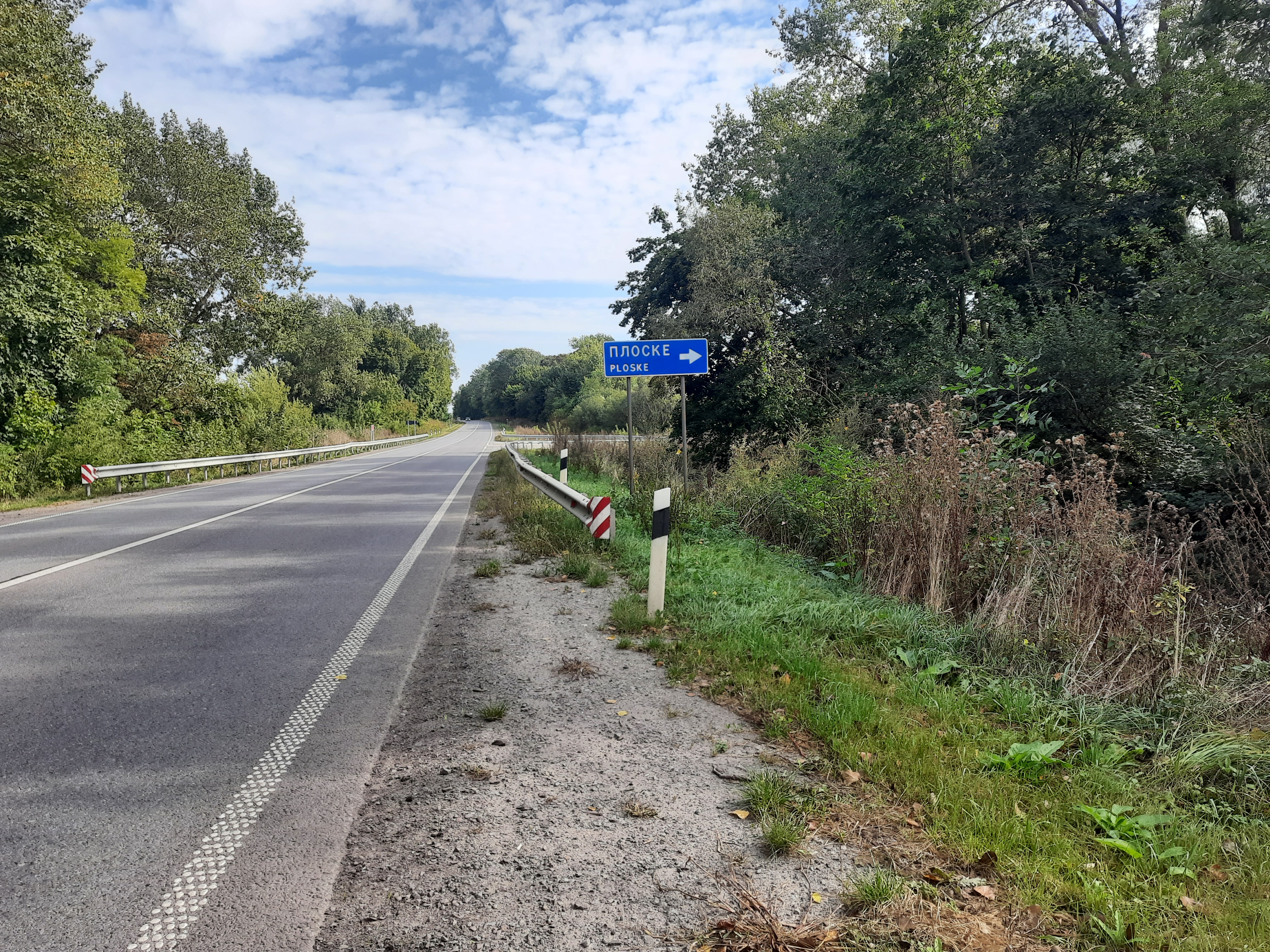
Дорожній знак біля дороги на село
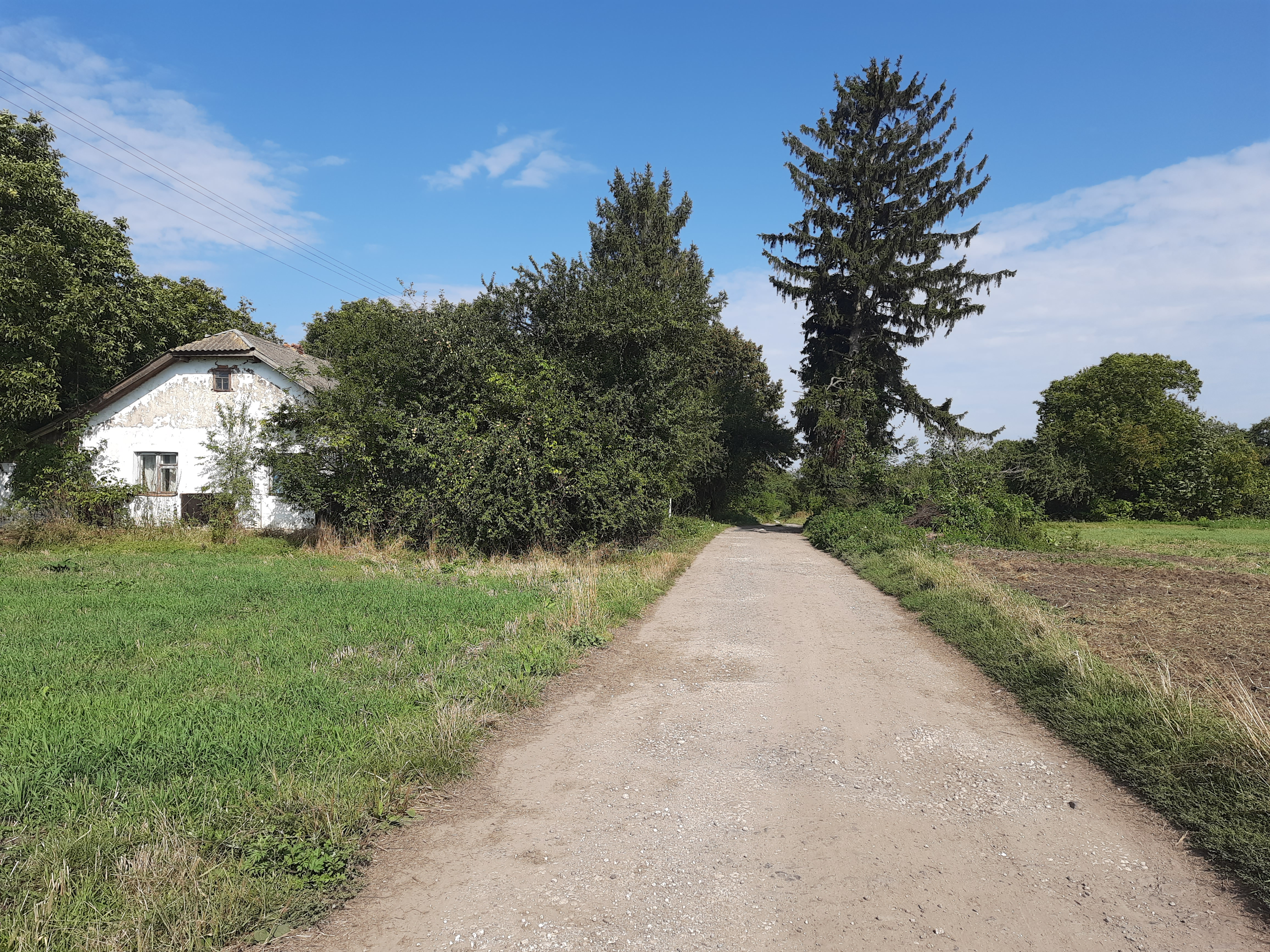
Дорога в село
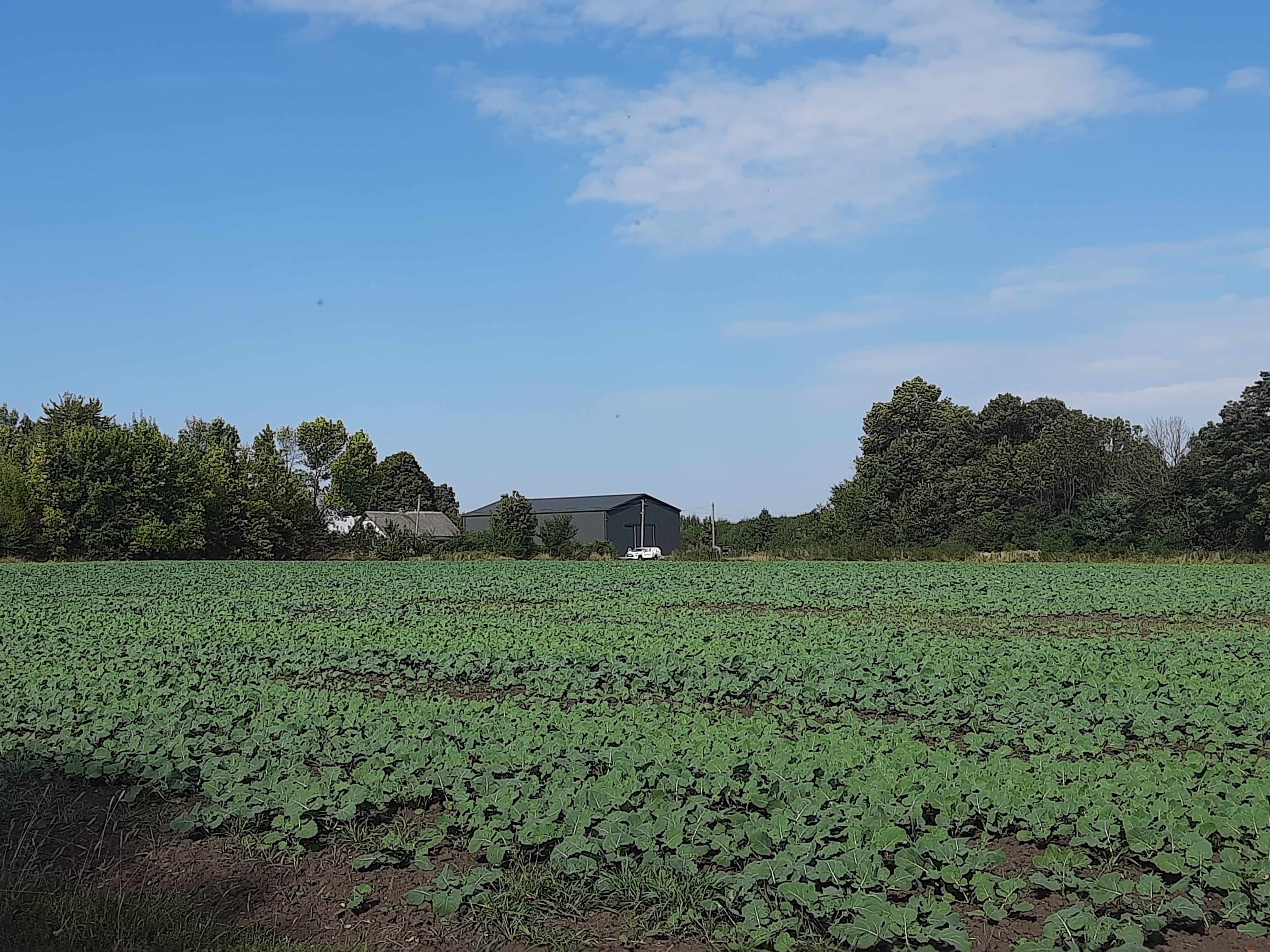
Краєвид села